# Tanyptera (Tanyptera) nigricornis
Tanyptera (Tanyptera) nigricornis is een tweevleugelige uit de familie langpootmuggen (Tipulidae). De soort komt voor in het Palearctisch gebied.